# Gaya (rivière)
Pour les articles homonymes, voir Gaya.
La Gaya, d'une longueur de 205,2 km, est le principal affluent du Tumen. Elle s'écoule entièrement dans la préfecture autonome coréenne de Yanbian dans le nord-est de la Chine. Elle prend sa source sur le versant ouest du mont Sanchang dans le bourg de Tianqiaoling, tout au nord du xian de Wangqing et se dirige pratiquement toujours vers le sud en traversant les bourgs de Daxinggou, Baocaugou et Shixian pour ensuite recevoir son plus gros affluent, le Buerhatong, une rivière de 172 km de long assez polluée car elle traverse des zones plus peuplées, et se jeter juste après dans le Tumen au niveau de la ville de Tumen. Son débit moyen est de 31,7 m³/s, mesuré à Sandaogou et son nom est d'origine mandchoue.
De la source à l'embouchure, les autres grands affluents sont le Huapidianzi (74,4 km) avec un confluent à Dongxin, la Chunyang (44,3 km) à Tianqiaoling, la Jiguan (40,2 km) à Daxinggou, le Qianhe (56,9 km) aussi à Daxinggou, et le Wangqing (83,3 km) près de Wangqing<[réf. nécessaire]. 
En raison du climat qui règne dans le Yanbian avec des hivers secs et rigoureux (les températures maximales moyennes sont négatives de décembre à février), la rivière gèle chaque année. L'essentiel des précipitations tombe en été, époque des hautes eaux.
Située dans une région forestière, la rivière a été utilisée pour le flottage du bois et son transport vers les villes, essentiellement de 1879 à 1960, avec un maximum de 45 000 m³ en 1926[réf. nécessaire].
L'hydroélectricité a été développée à partir de 1949, initialement avec des installations de petite taille. Sur le bassin versant, les plus grandes sont situées à Cang'an (2385 kW depuis 1974-1977), Donguang (300 kW depuis 1974), Baicaogou (275 kW depuis 1971-1980), Dongxin (250 kW depuis 1961-1980) et Shiliping (125 kW depuis 1970-1980)[réf. nécessaire]. L'ouvrage principal est cependant la centrale de Mantaicheng construite dans les années 1990 pour une puissance de 150 MW qui a entraîné la formation d'un lac de retenue de 18 km de long. 

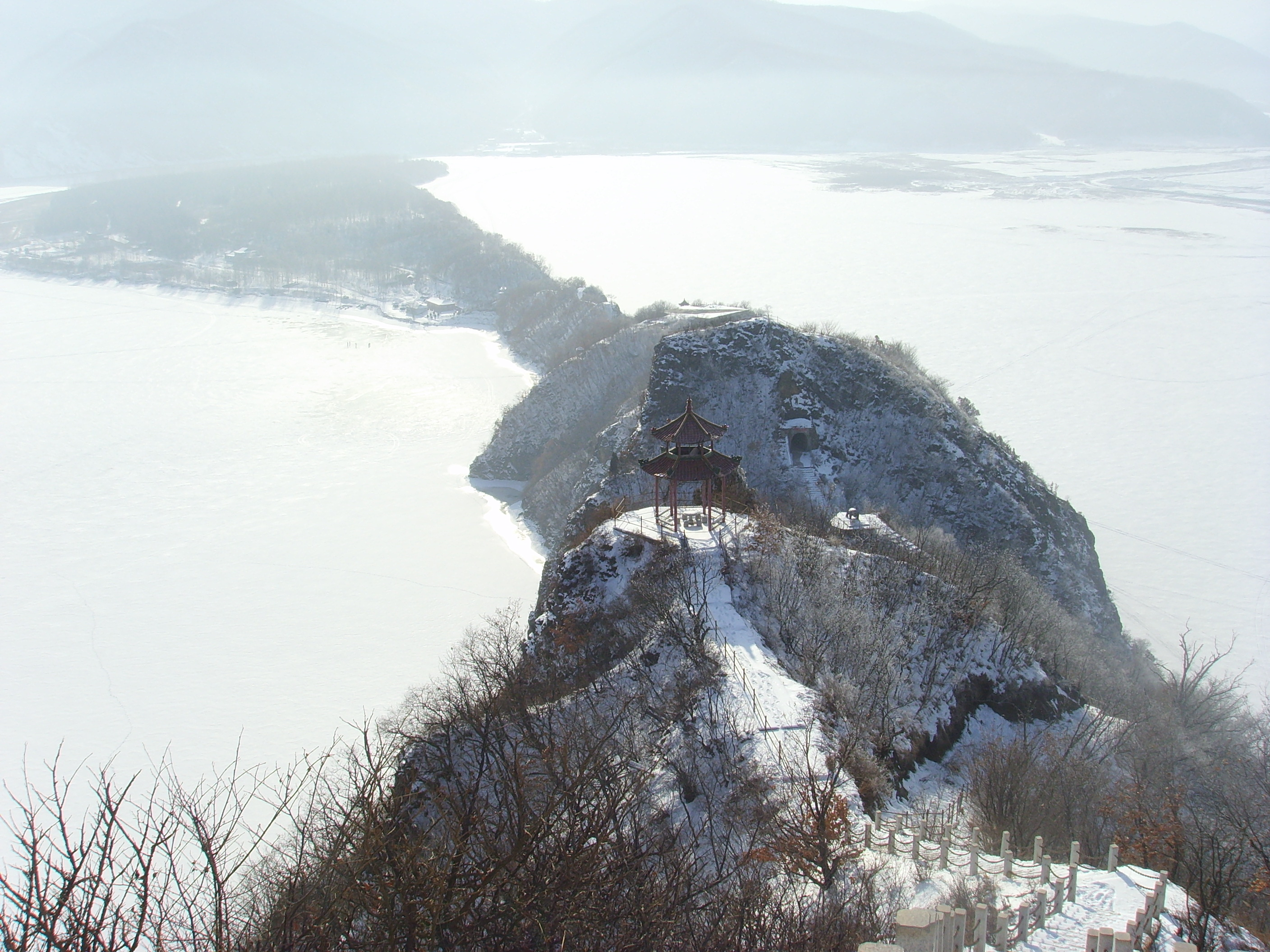
Le lac artificiel de Mantaicheng
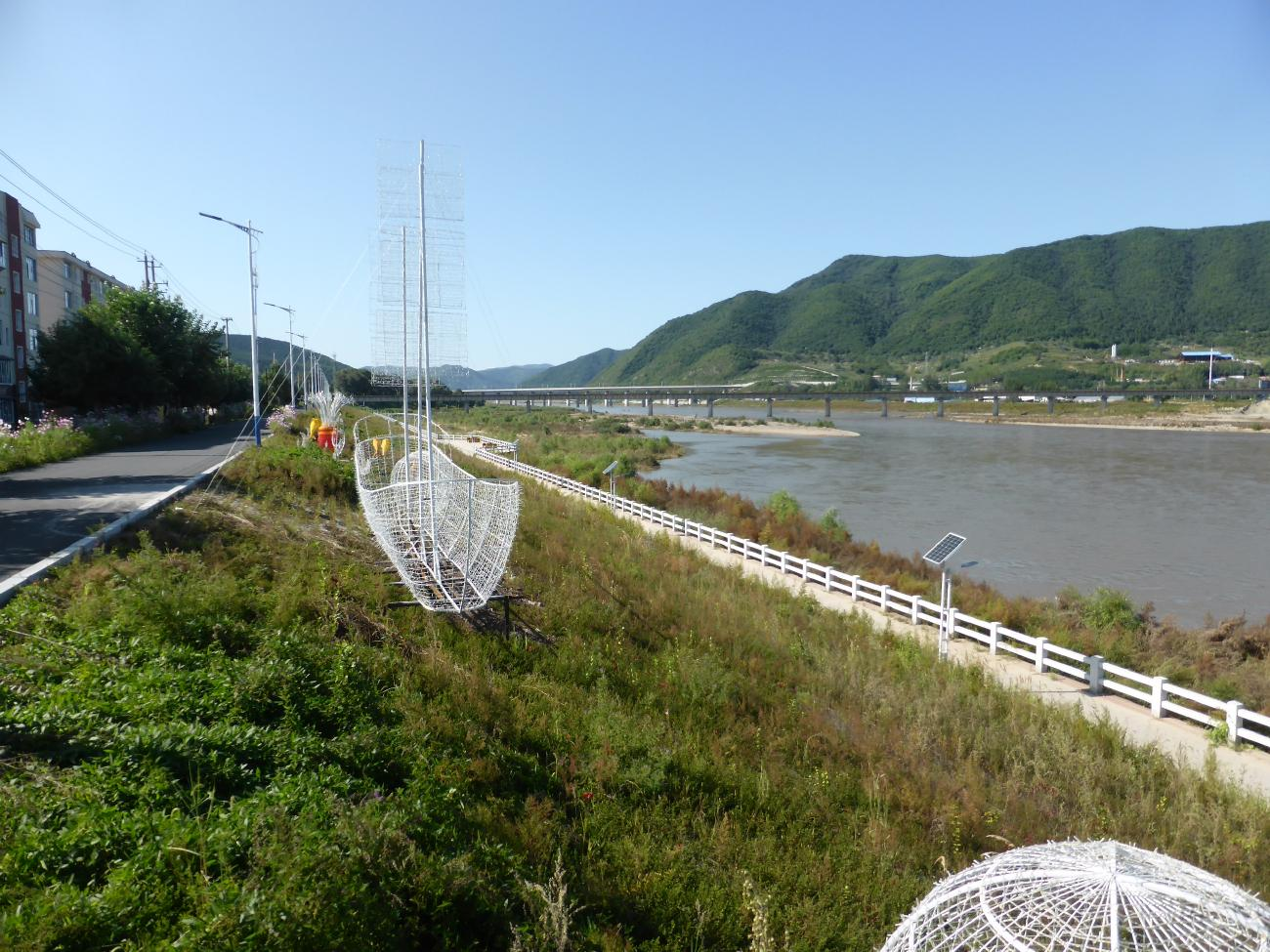
Dans la ville de Tumen
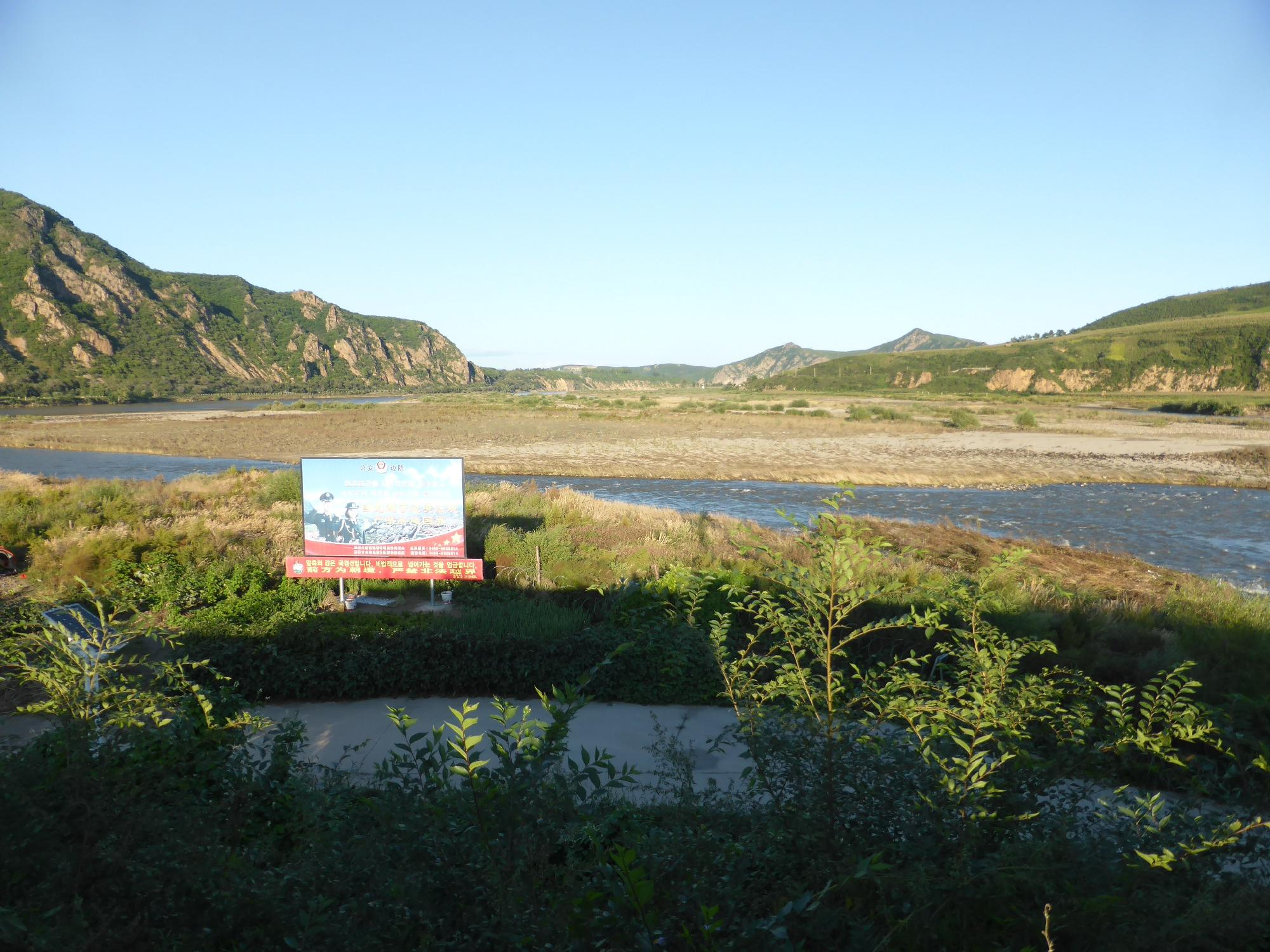
Le confluent avec le Tumen